# Elämäinen
Elämäinen är en sjö i kommunen Perho i landskapet Mellersta Österbotten i Finland. Sjön ligger 175,3 meter över havet. Arean är 1,67 kvadratkilometer och strandlinjen är 17,12 kilometer lång. Sjön  ingår i Kymmene älvs huvudavrinningsområde.   Den ligger omkring 89 kilometer sydöst om Karleby och omkring 350 kilometer norr om Helsingfors. 
I sjön finns öarna Haapasaari, Haukansaari, Varessaaret och Kivikkosaaret. Söder om Elämäinen ligger Kauhalampi. 